# Beaurepaire-en-Bresse
Beaurepaire-en-Bresse település Franciaországban, Saône-et-Loire megyében. Lakosainak száma 724 fő (2022. január 1.). Beaurepaire-en-Bresse Saillenard, Savigny-en-Revermont, Courlaoux, Les Repôts és Le Fay községekkel határos.

## Népesség
A település népességének változása:
| Lakosok száma | 626  | 651  | 680  | 696  | 717  | 721  | 730  | 730  | 724  |
|               | 2013 | 2015 | 2016 | 2017 | 2018 | 2019 | 2020 | 2021 | 2022 |